# Baptisia bracteata
Baptisia bracteata là một loài thực vật có hoa trong họ Đậu. Loài này được Elliott miêu tả khoa học đầu tiên.

## Hình ảnh

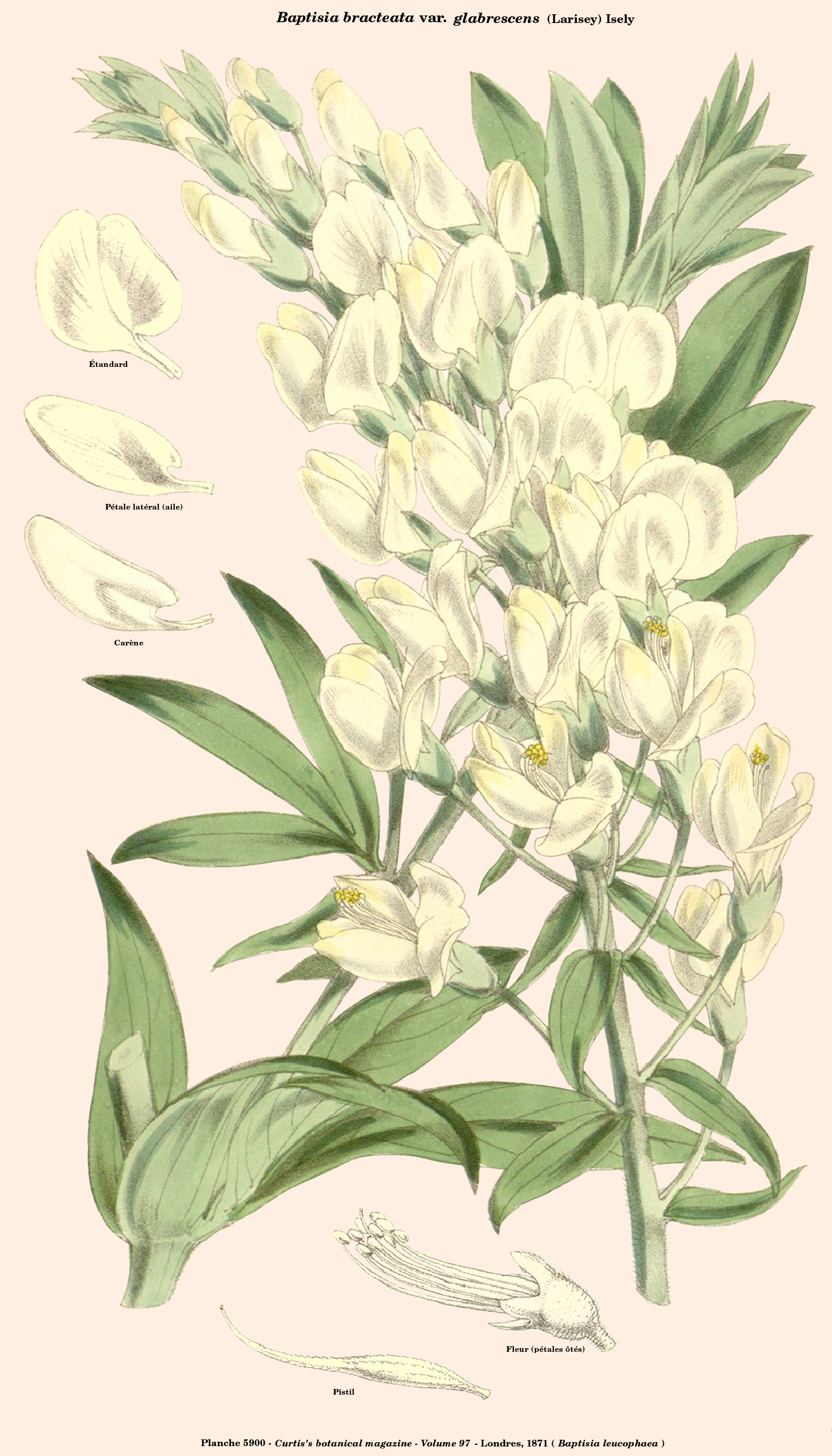
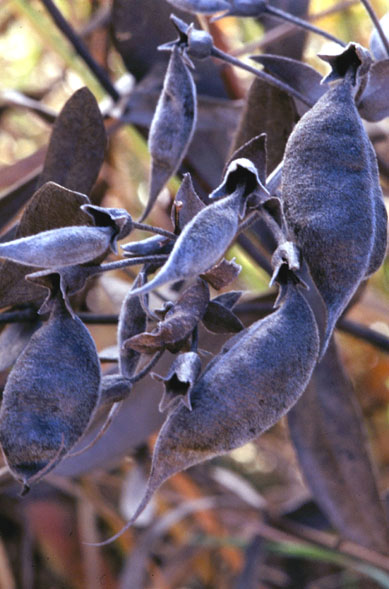